# Bractwo Świętego Marka
Bractwo Świętego Marka (z niem Marxbrüder) to nazwa jednej z pierwszych i najważniejszych organizacji szermierzy niemieckich w XVI wieku.

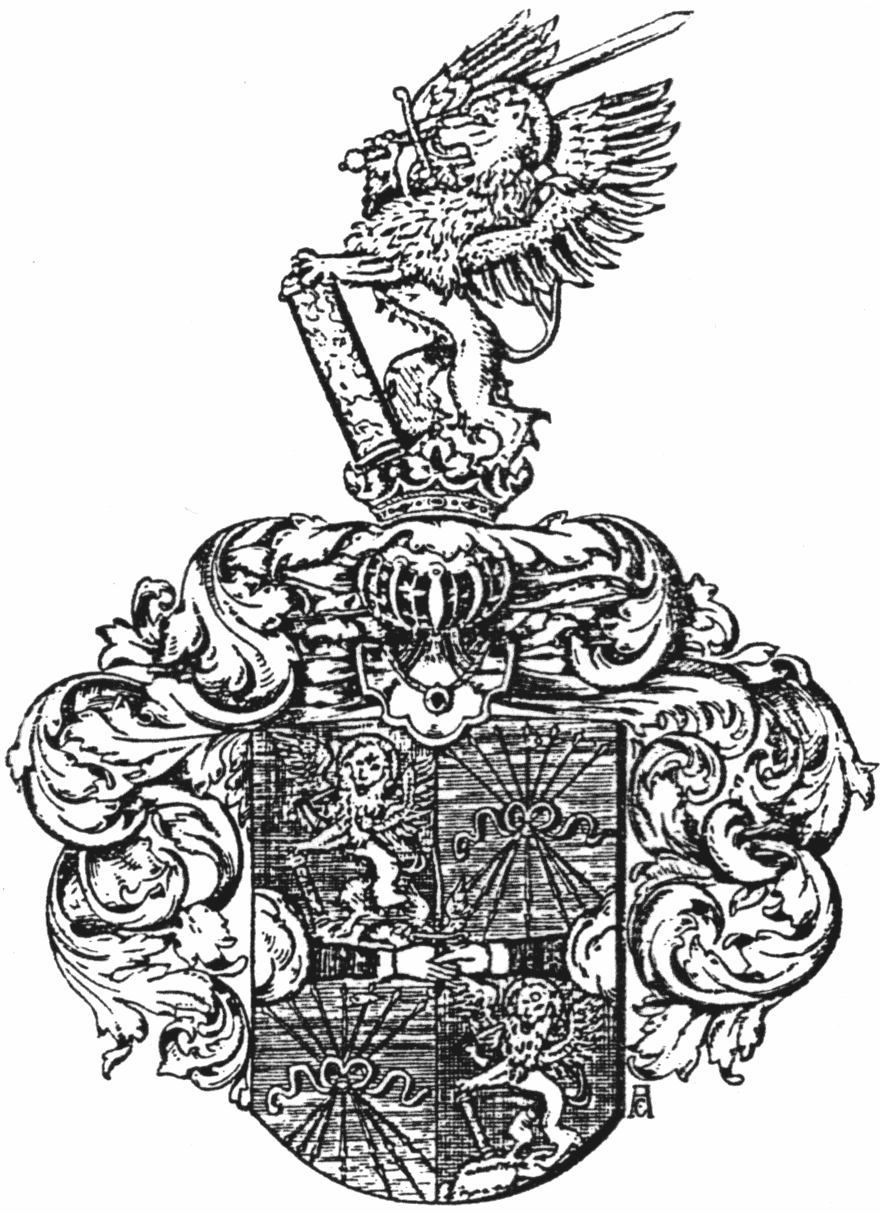
Herb Bractwa św. Marka

## Historia
Bractwo powstało w XV wieku, jednak nie znamy dokładnej daty jego utworzenia. Jednym z pierwszych członków a jednocześnie założycieli mógł być Hans Talhoffer (lew św. Marka pojawia się w jego herbie w rękopisie z 1459 r.). Najwcześniejsze zapiski i informacje na temat bractwa pochodzą z 1474 r. Grupa odbywała doroczne spotkanie we Frankfurcie, na którym wybierali swojego nowego kapitana (niem. „Hauptmann”). W 1487 r.  Fryderyk III nadał im monopol na tytuł „mistrza długiego miecza” („Meister des langen Schwerts”), czyniąc z nich gildię szermierczą. Tytuł ten był odpowiedni dla Landsknechtów, ponieważ certyfikowany „mistrz długiego miecza” dzierżący "Zweihänder" był uprawniony do dwukrotności wynagrodzenia zwykłego żołnierza (Doppelsöldner).
Najwcześniejsza wzmianka o bractwie nazywa je bractwem Naszej drogiej pani i czystej Dziewicy Maryi oraz Świętego i wojowniczego niebiańskiego księcia Świętego Marka (niem. Bruderschafft Unserere lieben frawen und der reynen Jungfrawen Marien vnd des Heiligen vnd gewaltsamen Hyemelfursten sanct Marcen). Po ich uznaniu przez Fryderyka, bractwo było zwykle określane jako „Marxbrüder”, „Bruderschaft des heiligen Marren” lub „Bruderschaft des St. Markus” („Bracia Marks”, „Bractwo św. Marka”).
Znanym członkiem bractwa był Anton Rast (kapitan w 1522 r.). Marxbrüder nauczał sztuki walki rapierem, używania miecza dwuręcznego (jak wspomniano powyżej), dussacka, włóczni, ćwierćpałki i długiego miecza. Dussack, będący głównie bronią ćwiczebną, był używany do treningu używania mieczy obosiecznych, takich jak Langes Messer.
Drugie bractwo szermiercze, „Federfechter”, zostało założone w Pradze w 1570 r. i uznane przez miasto Frankfurt, pomimo protestów członków Bractwa św. Marka w 1575 r. Od 1607 r. oba stowarzyszenia miały równe przywileje, ponieważ w tym roku Federfechter otrzymał swój pierwszy przywilej od Rudolfa II, cesarza rzymskiego.
Trzecią gildią mógł być „Lukasbrüder” (Bractwo św. Łukasza). Nie mieli jednak oficjalnego uznania i prawdopodobnie bliżsi byli społeczności chuliganów niż właściwej gildii.
Ważnymi ośrodkami XVI-wiecznych sztuk walki w Niemczech były Frankfurt, Augsburg i Norymberga.

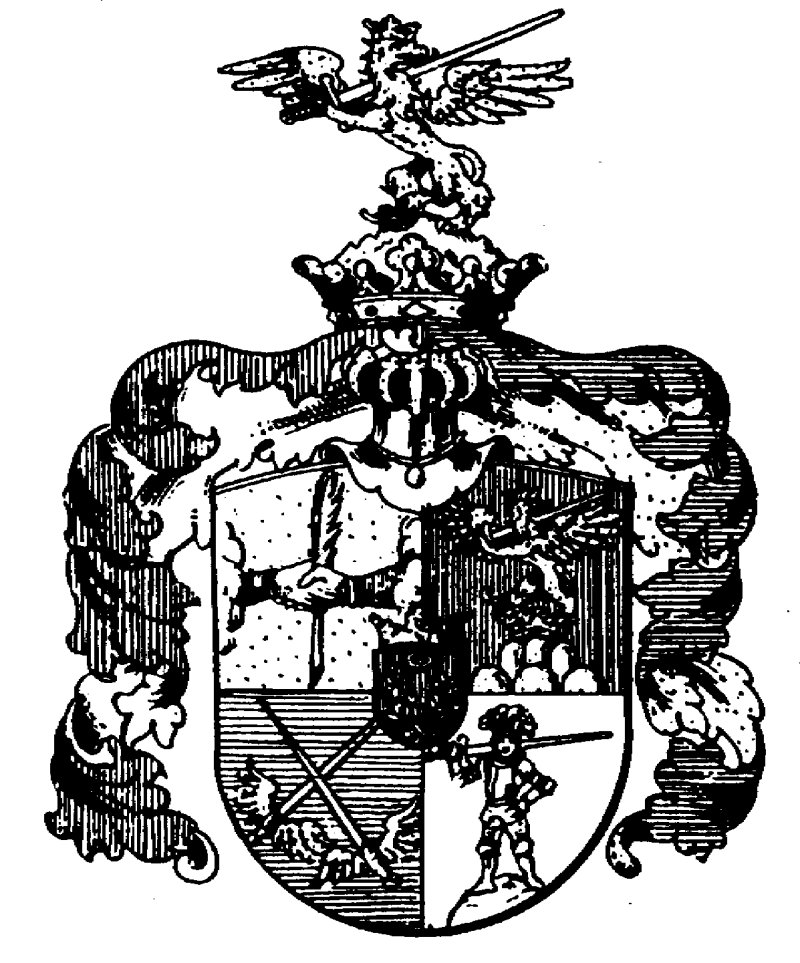
Herb Federfechter przedstawia dwie ręce trzymające pióro, gryfa trzymającego miecz (powtórzony jako herb), dwa skrzyżowane skrzydlate miecze i szermierza uzbrojonego w Zweihänder.

## Referencje
- „Secret History of the Sword” autorstwa J. Christophera Ambergera
- „Szkoły i mistrzowie szermierki”, autor: Edgerton Castle
- „Historia szermierki: podstawy współczesnej europejskiej szermierki” autorstwa Williama Gauglera